# Adamowice (gromada)
Adamowice (od 31 XII 1959 1 I 1960 Mszczonów) – dawna gromada, czyli najmniejsza jednostka podziału terytorialnego Polskiej Rzeczypospolitej Ludowej w latach 1954–1972.
Gromady, z gromadzkimi radami narodowymi (GRN) jako organami władzy najniższego stopnia na wsi, funkcjonowały od reformy reorganizującej administrację wiejską przeprowadzonej jesienią 1954 do momentu ich zniesienia z dniem 1 stycznia 1973, tym samym wypierając organizację gminną w latach 1954-1972.
Gromadę Adamowice z siedzibą GRN w Adamowicach utworzono – jako jedną z 8759 gromad na obszarze Polski – w powiecie grodziskomazowieckim w woj. warszawskim, na mocy uchwały nr VI/10/4/54 WRN w Warszawie z dnia 5 października 1954. W skład jednostki weszły obszary dotychczasowych gromad Adamowice, Budy-Zasłona, Gąba, Gurba, Powązki, Szeligi i Zdzieszyn ze zniesionej gminy Piekary, obszar dotychczasowej gromady Marków-Towarzystwo (z wyłączeniem obszaru fabrycznego o powierzchni 15 ha) ze zniesionej gminy Radziejowice oraz obszar miejscowości Wymysłów wyłączonej z miasta Mszczonów w tymże powiecie. Dla gromady ustalono 13 członków gromadzkiej rady narodowej.
31 grudnia 1959 1 stycznia 1960 do gromady Adamowice przyłączono wsie Grabce Józefpolskie, Grabce Towarzystwo, Lublinów, Wólka Wręcka, Morków, Świnice, Czekaj, Długowizna i Grabce Wręckie ze znoszonej gromady Wręcza w tymże powiecie; z gromady Adamowice wyłączono natomiast wsie Budy Zasłona i Gąba, włączając je do gromady Piekary w tymże powiecie, po czym gromadę Adamowice zniesiono, przenosząc siedzibę GRN z Adamowic do Mszczonowa i zmieniając nazwę jednostki na gromada Mszczonów (wykreślone zmiany retroaktywnie uchylone uchwałami z 25 lutego 1960).